# Janay DeLoach
Pour les articles homonymes, voir DeLoach.
Janay DeLoach, née le 12 octobre 1985 à Panama City, est une athlète américaine  spécialiste du saut en longueur. Elle est sacrée vice-championne du monde en salle en 2012 à Istanbul.

## Biographie

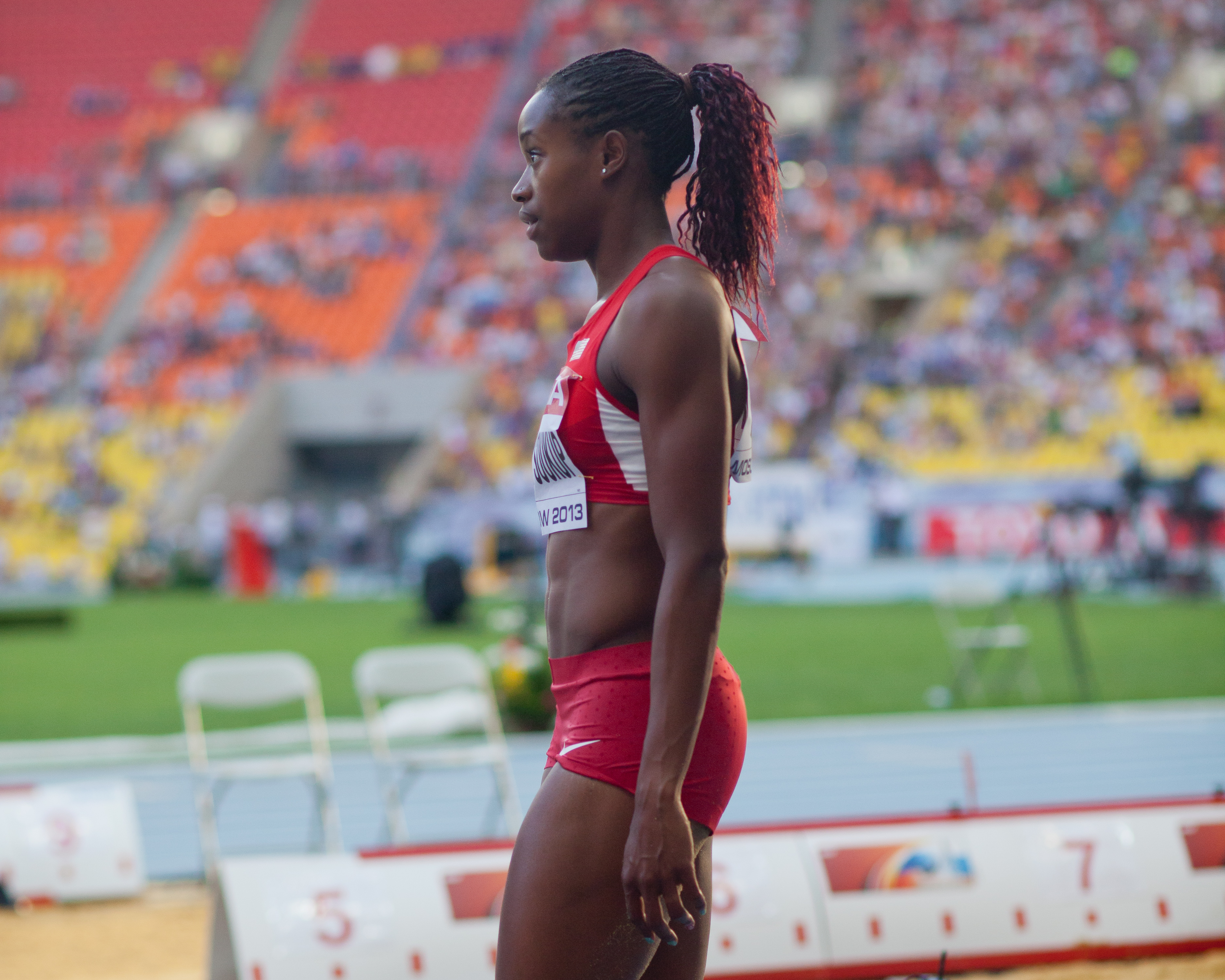
Janay DeLoach lors des Championnats du monde 2013

Elle se distingue en début de saison 2011 en remportant le titre de la longueur des Championnats des États-Unis en salle d'Albuquerque. Elle améliore son record personnel avec un saut à 6,99 m réalisé à son troisième essai, et établit la meilleure performance mondiale de l'année en salle, devançant notamment de treize centimètres sa compatriote Brittney Reese. Fin juin à Eugene, elle se classe deuxième des Championnats des États-Unis 2011, derrière Reese, mais améliore son record personnel en plein air avec 6,97 m (+2,0 m/s). Elle obtient sa qualification pour les Championnats du monde de Daegu où elle termine sixième du concours avec un saut à 6,56 m. Dans l'épreuve de la Ligue de diamant, l'Américaine termine troisième du classement général final, derrière ses compatriotes Brittney Reese et Funmi Jimoh, en s'imposant notamment en juillet au British Grand Prix de Birmingham (6,78 m).
En début de saison 2012, à Albuquerque, Janay DeLoach conserve son titre national en salle  avec un saut à 6,89 m, devançant de 3 cm Brittney Reese. Aux Championnats du monde en salle d'Istanbul, DeLoach se rapproche d'un centimètre de son record personnel avec 6,98 m, mais est finalement largement devancée par Reese qui réalise 7,23 m. Elle remporte néanmoins sa première médaille lors d'une compétition internationale majeure. Elle obtient sa qualification pour les Jeux olympiques en terminant troisième des sélections américaines, à Eugene, derrière Brittney Reese et Chelsea Hayes. Elle améliore à cette occasion son record personnel en dépassant pour la première fois de sa carrière la ligne des 7 mètres (7,03 m). Aux Jeux de Londres, DeLoach établit la marque de 6,89 m à son cinquième essai et remporte la médaille de bronze du concours, derrière Brittney Reese et la Russe Yelena Sokolova.

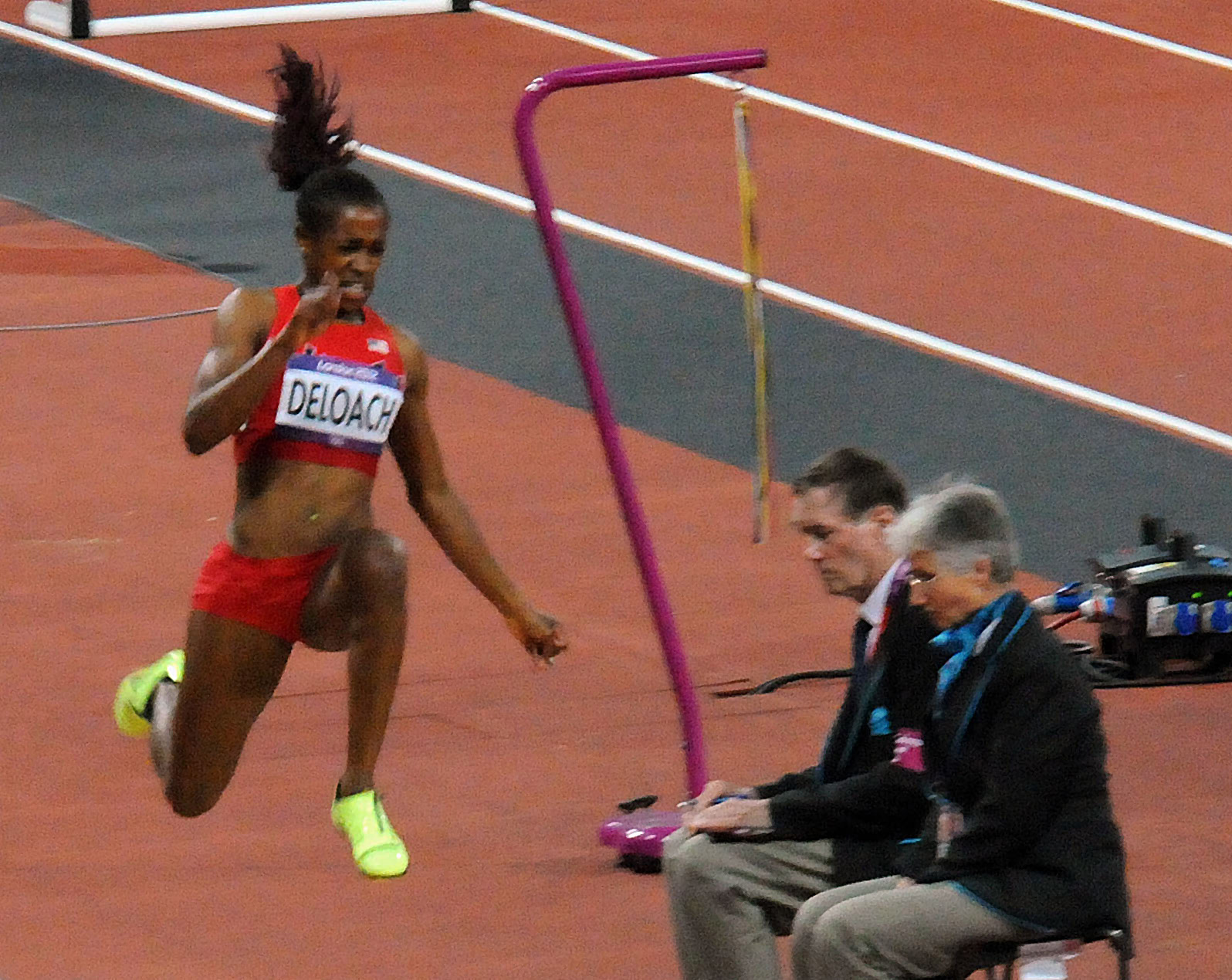
Janay DeLoach aux Jeux de Londres 2012

L'Américaine s'adjuge un troisième titre national indoor consécutif, en mars 2013 à Albuquerque, avec un saut à 6,80 m. Arrivée avec une meilleure performance personnelle de l'année à 6,99 m, elle ne se classe qu'avant-dernière aux Championnats du monde de Moscou avec 6,44 m.
En 2014, elle coupe sa saison en se concentrant sur les haies, où elle termine cinquième des Championnats du monde en salle de Sopot sur 60 m haies en 7 s 90. En 2015, elle décide avec son entraîneur de changer de pied d'impulsion (passant du droit au gauche). C'est d'ailleurs avec celui-ci qu'elle réalise la finale des Championnats du monde de Pékin en août où elle se classe huitième avec 6,67 m.
Le 19 mars 2016, DeLoach échoue au pied du podium lors des championnats du monde en salle de Portland avec une marque de 6,89 m. Elle est devancée par sa compatriote Brittney Reese (7,22 m), la Serbe Ivana Spanovic (7,07 m) et la Britannique Lorraine Ugen (6,93 m).
Elle prend sa retraite sportive à l'issue de la saison 2017, où elle avait décidé de se concentrer sur le 100 m haies.

## Palmarès

### International
| Date | Compétition                        | Lieu                               | Résultat | Épreuve    | Marque  |
| ---- | ---------------------------------- | ---------------------------------- | -------- | ---------- | ------- |
| 2007 | Jeux panaméricains                 | Rio de Janeiro                     | 10e      | Longueur   | 6,04 m  |
| 2011 | Championnats du monde              | Daegu                              | 5e       | Longueur   | 6,56 m  |
| 2011 | Ligue de diamant                   | Ligue de diamant                   | 3e       | Longueur   | détails |
| 2012 | Championnats du monde en salle     | Istanbul                           | 2e       | Longueur   | 6,98 m  |
| 2012 | Jeux olympiques                    | Londres                            | 3e       | Longueur   | 6,89 m  |
| 2013 | Championnats du monde              | Moscou                             | 10e      | Longueur   | 6,44 m  |
| 2014 | Championnats du monde en salle     | Sopot                              | 5e       | 60 m haies | 7 s 90  |
| 2015 | Championnats du monde              | Pékin                              | 8e       | Longueur   | 6,67 m  |
| 2015 | DécaNation                         | Paris                              | 1re      | Longueur   | 6,56 m  |
| 2016 | Circuit mondial en salle de l'IAAF | Circuit mondial en salle de l'IAAF | 3e       | Longueur   | détails |
| 2016 | Championnats du monde en salle     | Portland                           | 4e       | Longueur   | 6,89 m  |

### National
- Championnats des États-Unis d'athlétisme :
  - Plein air : vainqueur du saut en longueur en 2013, 2e en 2011, 3e en 2012 et 2016
  - Salle : vainqueur du saut en longueur en 2011, 2012 et 2013

## Records
| Épreuve     | Épreuve   | Performance | Lieu        | Date             |
| ----------- | --------- | ----------- | ----------- | ---------------- |
| Longueur    | Plein air | 7,03 m      | Eugene      | 1er juillet 2012 |
| Longueur    | En salle  | 6,99 m      | Albuquerque | 27 février 2011  |
| 60 m haies  | En salle  | 7 s 82      | Albuquerque | 23 février 2014  |
| 100 m haies | Plein air | 12 s 85     | Bellinzone  | 21 juillet 2015  |
| Pentathlon  | En salle  | 4 289 pts   | Bloomington | 6 mars 2011      |